# استان خاوخا
استان خاوخا (به اسپانیایی: Provincia de Jauja) یک استان در پرو است که در منطقه خونین واقع شده‌است. استان خاوخا ۳٬۷۴۹ کیلومتر مربع مساحت و ۸۳٬۲۵۷ نفر جمعیت دارد و ۳٬۳۳۶ متر بالاتر از سطح دریا واقع شده‌است.